# Giro d’Italia 2021/14. Etappe
Die 14. Etappe des Giro d’Italia 2021 führte am 22. Mai 2021 über 205 Kilometer von Cittadella zur Bergankunft auf dem Monte Zoncolan.
Sieger wurde Lorenzo Fortunato (Eolo-Kometa) mit 26 Sekunden Vorsprung auf Jan Tratnik (Bahrain Victorious) und 59 Sekunden Vorsprung auf Alessandro Covi (UAE Team Emirates). Tagesvierter wurde die Maglia Rosa Egan Bernal (Ineos Grenadiers) mit 1:43 Minuten Rückstand, der seine Führung gegenüber den anderen Favoriten ausbauen konnte.
Die drei Tagesersten gehörten zu einer ursprünglich elf Fahrer starken Ausreißergruppe, die sich nach ca. 50 Kilometern bildete. Zu dieser Gruppe, die einen Maximalvorsprung von 8:30 Minuten hatte, gehörten u. a. auch Bauke Mollema (Trek-Segafredo, 5. auf 1:47 Minuten) und George Bennett, 7. auf 2:10 Minuten. Im Zielanstieg, elf Kilometer vor dem Ziel, attackierte Tratnik, der nach weiteren vier Kilometern von Fortunato eingeholt wurde, der 2300 m vor dem Ziel seinerseits erfolgreich angriff. Aus der Favoritengruppe löste sich Simon Yates zwei Kilometer vor dem Ziel, dem Bernal folgte, der wiederum Yates 500 Meter vor dem Ziel attackierte.

## Ergebnis
| \| Etappenergebnis \| Etappenergebnis \| Etappenergebnis \| Etappenergebnis \| Etappenergebnis \| \| Fahrer \| Fahrer \| Land \| Team \| Zeit \| \| --------------- \| ---------------------- \| ---------------------- \| ------------------ \| --------------- \| \| 1. \| Lorenzo Fortunato \| Italien \| Eolo-Kometa \| 5 h 17 min 22 s \| \| 2. \| Jan Tratnik \| Slowenien \| Bahrain Victorious \| + 26 s \| \| 3. \| Alessandro Covi \| Italien \| UAE Team Emirates \| + 59 s \| \| 4. \| Egan Bernal \| Kolumbien \| Ineos Grenadiers \| + 1 min 43 s \| \| 5. \| Bauke Mollema \| Niederlande \| Trek-Segafredo \| + 1 min 47 s \| \| 6. \| Simon Yates \| Vereinigtes Königreich \| BikeExchange \| + 1 min 54 s \| \| 7. \| George Bennett \| Neuseeland \| Jumbo-Visma \| + 2 min 10 s \| \| 8. \| Nélson Oliveira \| Portugal \| Movistar Team \| + 2 min 18 s \| \| 9. \| Daniel Felipe Martínez \| Kolumbien \| Ineos Grenadiers \| + 2 min 22 s \| \| 10. \| Damiano Caruso \| Italien \| Bahrain Victorious \| + 2 min 22 s \| |                        |                        |                    |                 |
| |                        |                        |                    |                 |
| Quelle: ProCyclingStats |                        |                        |                    |                 |
| Etappenergebnis |                        |                        |                    |                 |
| Fahrer | Fahrer                 | Land                   | Team               | Zeit            |
| 1. | Lorenzo Fortunato      | Italien                | Eolo-Kometa        | 5 h 17 min 22 s |
| 2. | Jan Tratnik            | Slowenien              | Bahrain Victorious | + 26 s          |
| 3. | Alessandro Covi        | Italien                | UAE Team Emirates  | + 59 s          |
| 4. | Egan Bernal            | Kolumbien              | Ineos Grenadiers   | + 1 min 43 s    |
| 5. | Bauke Mollema          | Niederlande            | Trek-Segafredo     | + 1 min 47 s    |
| 6. | Simon Yates            | Vereinigtes Königreich | BikeExchange       | + 1 min 54 s    |
| 7. | George Bennett         | Neuseeland             | Jumbo-Visma        | + 2 min 10 s    |
| 8. | Nélson Oliveira        | Portugal               | Movistar Team      | + 2 min 18 s    |
| 9. | Daniel Felipe Martínez | Kolumbien              | Ineos Grenadiers   | + 2 min 22 s    |
| 10. | Damiano Caruso         | Italien                | Bahrain Victorious | + 2 min 22 s    |

## Gesamtstände
| \| Gesamtwertung \| Gesamtwertung \| Gesamtwertung \| Gesamtwertung \| Gesamtwertung \| \| Fahrer \| Fahrer \| Land \| Team \| Zeit \| \| ------------- \| ---------------------- \| ---------------------- \| --------------------- \| ---------------- \| \| 1. \| Egan Bernal \| Kolumbien \| Ineos Grenadiers \| 58 h 30 min 47 s \| \| 2. \| Simon Yates \| Vereinigtes Königreich \| BikeExchange \| + 1 min 33 s \| \| 3. \| Damiano Caruso \| Italien \| Bahrain Victorious \| + 1 min 51 s \| \| 4. \| Alexander Wlassow \| Russland \| Astana-Premier Tech \| + 1 min 57 s \| \| 5. \| Hugh Carthy \| Vereinigtes Königreich \| EF Education-Nippo \| + 2 min 11 s \| \| 6. \| Emanuel Buchmann \| Deutschland \| Bora-Hansgrohe \| + 2 min 36 s \| \| 7. \| Giulio Ciccone \| Italien \| Trek-Segafredo \| + 3 min 03 s \| \| 8. \| Remco Evenepoel \| Belgien \| Deceuninck-Quick Step \| + 3 min 52 s \| \| 9. \| Daniel Felipe Martínez \| Kolumbien \| Ineos Grenadiers \| + 3 min 54 s \| \| 10. \| Romain Bardet \| Frankreich \| Team DSM \| + 4 min 31 s \| |                        |                        |                       |                  |
| |                        |                        |                       |                  |
| Quelle: ProCyclingStats |                        |                        |                       |                  |
| Gesamtwertung |                        |                        |                       |                  |
| Fahrer | Fahrer                 | Land                   | Team                  | Zeit             |
| 1. | Egan Bernal            | Kolumbien              | Ineos Grenadiers      | 58 h 30 min 47 s |
| 2. | Simon Yates            | Vereinigtes Königreich | BikeExchange          | + 1 min 33 s     |
| 3. | Damiano Caruso         | Italien                | Bahrain Victorious    | + 1 min 51 s     |
| 4. | Alexander Wlassow      | Russland               | Astana-Premier Tech   | + 1 min 57 s     |
| 5. | Hugh Carthy            | Vereinigtes Königreich | EF Education-Nippo    | + 2 min 11 s     |
| 6. | Emanuel Buchmann       | Deutschland            | Bora-Hansgrohe        | + 2 min 36 s     |
| 7. | Giulio Ciccone         | Italien                | Trek-Segafredo        | + 3 min 03 s     |
| 8. | Remco Evenepoel        | Belgien                | Deceuninck-Quick Step | + 3 min 52 s     |
| 9. | Daniel Felipe Martínez | Kolumbien              | Ineos Grenadiers      | + 3 min 54 s     |
| 10. | Romain Bardet          | Frankreich             | Team DSM              | + 4 min 31 s     |

| Punktewertung | Punktewertung     | Punktewertung | Punktewertung                      | Punktewertung |
| Fahrer        | Fahrer            | Land          | Team                               | Punkte        |
| ------------- | ----------------- | ------------- | ---------------------------------- | ------------- |
| 1.            | Peter Sagan       | Slowakei      | Bora-Hansgrohe                     | 135 P.        |
| 2.            | Giacomo Nizzolo   | Italien       | Qhubeka Assos                      | 126 P.        |
| 3.            | Davide Cimolai    | Italien       | Israel Start-Up Nation             | 113 P.        |
| 4.            | Fernando Gaviria  | Kolumbien     | UAE Team Emirates                  | 110 P.        |
| 5.            | Elia Viviani      | Italien       | Cofidis                            | 86 P.         |
| 6.            | Edoardo Affini    | Italien       | Jumbo-Visma                        | 50 P.         |
| 7.            | Umberto Marengo   | Italien       | Bardiani CSF Faizanè               | 45 P.         |
| 8.            | Matteo Moschetti  | Italien       | Trek-Segafredo                     | 44 P.         |
| 9.            | Francesco Gavazzi | Italien       | Eolo-Kometa                        | 42 P.         |
| 10.           | Andrea Pasqualon  | Italien       | Intermarché-Wanty-Gobert Matériaux | 41 P.         |

| Bergwertung | Bergwertung       | Bergwertung | Bergwertung        | Bergwertung |
| Fahrer      | Fahrer            | Land        | Team               | Punkte      |
| ----------- | ----------------- | ----------- | ------------------ | ----------- |
| 1.          | Geoffrey Bouchard | Frankreich  | AG2R Citroën Team  | 96 P.       |
| 2.          | Egan Bernal       | Kolumbien   | Ineos Grenadiers   | 57 P.       |
| 3.          | Bauke Mollema     | Niederlande | Trek-Segafredo     | 50 P.       |
| 4.          | Lorenzo Fortunato | Italien     | Eolo-Kometa        | 40 P.       |
| 5.          | Jan Tratnik       | Slowenien   | Bahrain Victorious | 26 P.       |
| 6.          | Kobe Goossens     | Belgien     | Lotto-Soudal       | 24 P.       |
| 7.          | Giulio Ciccone    | Italien     | Trek-Segafredo     | 20 P.       |
| 8.          | Francesco Gavazzi | Italien     | Eolo-Kometa        | 17 P.       |
| 9.          | Alessandro Covi   | Italien     | UAE Team Emirates  | 17 P.       |
| 10.         | Vincenzo Albanese | Italien     | Eolo-Kometa        | 16 P.       |

| Nachwuchswertung | Nachwuchswertung       | Nachwuchswertung | Nachwuchswertung      | Nachwuchswertung |
| Fahrer           | Fahrer                 | Land             | Team                  | Zeit             |
| ---------------- | ---------------------- | ---------------- | --------------------- | ---------------- |
| 1.               | Egan Bernal            | Kolumbien        | Ineos Grenadiers      | 58 h 30 min 47 s |
| 2.               | Alexander Wlassow      | Russland         | Astana-Premier Tech   | + 1 min 57 s     |
| 3.               | Remco Evenepoel        | Belgien          | Deceuninck-Quick Step | + 3 min 52 s     |
| 4.               | Daniel Felipe Martínez | Kolumbien        | Ineos Grenadiers      | + 3 min 54 s     |
| 5.               | Tobias Foss            | Norwegen         | Jumbo-Visma           | + 5 min 37 s     |
| 6.               | Attila Valter          | Ungarn           | Groupama-FDJ          | + 7 min 49 s     |
| 7.               | João Almeida           | Portugal         | Deceuninck-Quick Step | + 8 min 32 s     |
| 8.               | Lorenzo Fortunato      | Italien          | Eolo-Kometa           | + 28 min 33 s    |
| 9.               | Alessandro Covi        | Italien          | UAE Team Emirates     | + 44 min 14 s    |
| 10.              | Einer Rubio            | Kolumbien        | Movistar Team         | + 46 min 52 s    |

| Mannschaftswertung | Mannschaftswertung    | Mannschaftswertung     | Mannschaftswertung |
| Team               | Team                  | Land                   | Zeit               |
| ------------------ | --------------------- | ---------------------- | ------------------ |
| 1.                 | Ineos Grenadiers      | Vereinigtes Königreich | 175 h 45 min 25 s  |
| 2.                 | Trek-Segafredo        | Vereinigte Staaten     | + 7 min 00 s       |
| 3.                 | Team BikeExchange     | Australien             | + 8 min 04 s       |
| 4.                 | EF Education-Nippo    | Vereinigte Staaten     | + 17 min 35 s      |
| 5.                 | Jumbo-Visma           | Niederlande            | + 19 min 32 s      |
| 6.                 | Team DSM              | Deutschland            | + 26 min 35 s      |
| 7.                 | Deceuninck-Quick Step | Belgien                | + 26 min 56 s      |
| 8.                 | Bahrain Victorious    | Bahrain                | + 32 min 15 s      |
| 9.                 | Movistar Team         | Spanien                | + 38 min 32 s      |
| 10.                | Astana-Premier Tech   | Kasachstan             | + 43 min 42 s      |

## Ausgeschiedene Fahrer
- Dylan Groenewegen (Jumbo-Visma) wegen Erschöpfung nicht gestartet
- David Dekker (Jumbo-Visma) wegen Erschöpfung nicht gestartet
- Jai Hindley (Team DSM) wegen Sitzbeschwerden nicht gestartet
- Roger Kluge (Lotto Soudal) aufgegeben
- Nicolas Edet (Cofidis, Solutions Crédits) nach Sturz aufgegeben[2]